# Danh sách Bí thư tỉnh thành Việt Nam nhiệm kỳ 2010–2015
Dưới đây là danh sách Bí thư các tỉnh và thành phố trực thuộc trung ương của Việt Nam nhiệm kì 2010-2015. Tất cả đều là Đảng viên Đảng Cộng sản Việt Nam.

## Danh sách
- Trong mục ghi chú là chức vụ lúc đắc cử (ngoài chức Bí thư).
- tái đắc cử từ nhiệm kì trước (2005-2010)
- tái đắc cử nhiệm kì sau (2015-2020)
- tái đắc cử từ nhiệm kì trước và tái đắc cử nhiệm kì sau

| Tỉnh/TP           | Họ và tên            | Năm sinh  | Nguyên quán       | Nhiệm kì                | Ghi chú                                                                          |
| ----------------- | -------------------- | --------- | ----------------- | ----------------------- | -------------------------------------------------------------------------------- |
| TP Hà Nội         | Phạm Quang Nghị      | 1949      | Thanh Hóa         | 28/6/2006 - 5/2/2016    | Ủy viên Bộ Chính trị                                                             |
| TP Hồ Chí Minh    | Lê Thanh Hải         | 1950      | Tiền Giang        | 28/6/2006 - 5/2/2016    | Ủy viên Bộ Chính trị                                                             |
| TP Hải Phòng      | Nguyễn Văn Thành     | 1957      | Ninh Bình         | 1/12/2010 - 1/12/2014   | [ 4 ] [ 5 ]                                                                      |
| TP Hải Phòng      | Dương Anh Điền       | 1955      | Hải Phòng         | 1/12/2014 - 23/10/2015  | 9/2016 bị kỉ luật Cảnh cáo                                                       |
| TP Đà Nẵng        | Nguyễn Bá Thanh      | 1953-2015 | Đà Nẵng           | 23/6/2003 - 19/2/2013   | [ 9 ] [ 10 ]                                                                     |
| TP Đà Nẵng        | Trần Thọ (phụ trách) | 1956      | Đà Nẵng           | 31/1/2013 - 30/8/2013   | (Phó Bí thư thường trực)                                                         |
| TP Đà Nẵng        | Trần Thọ             | 1956      | Đà Nẵng           | 30/8/2013 - 16/10/2015  | [ 9 ] [ 12 ]                                                                     |
| TP Cần Thơ        | Nguyễn Tấn Quyên     | 1953      | Trà Vinh          | 25/11/2005 - 9/2/2011   | Ủy viên Trung ương Đảng                                                          |
| TP Cần Thơ        | Trần Thanh Mẫn       | 1962      | Hậu Giang         | 9/2/2011 - 25/9/2015    | Ủy viên Trung ương Đảng                                                          |
| An Giang          | Phan Văn Sáu         | 1959      |                   | 18/10/2010 - 9/2015     |                                                                                  |
| An Giang          | Võ Thị Ánh Xuân      | 1970      | An Giang          | 2/10/2015 - 30/4/2021   | Ủy viên dự khuyết Trung ương Đảng                                                |
| Bà Rịa – Vũng Tàu | Nguyễn Tuấn Minh     | 1953      | Bà Rịa – Vũng Tàu | 1/3/2005 - 23/10/2015   | Ủy viên Trung ương Đảng                                                          |
| Bạc Liêu          | Võ Văn Dũng          | 1960      | Bạc Liêu          | 19/10/2010 - 2/10/2015  | Ủy viên dự khuyết Trung ương Đảng                                                |
| Bạc Liêu          | Lê Minh Khái         | 1964      | Bạc Liêu          | 2/10/2015 - 30/11/2017  |                                                                                  |
| Bắc Giang         | Nông Quốc Tuấn       | 1963      | Bắc Kạn           | 3/8/2010 - 4/6/2012     |                                                                                  |
| Bắc Giang         | Trần Sỹ Thanh        | 1971      | Nghệ An           | 4/6/2012 - 13/2/2015    | Ủy viên dự khuyết Trung ương Đảng                                                |
| Bắc Giang         | Bùi Văn Hải          | 1960      | Bắc Giang         | 13/2/2015 - 14/10/2020  |                                                                                  |
| Bắc Kạn           | Nguyễn Xuân Cường    | 1959      | Hà Tây            | 13/5/2010 - 31/1/2013   | [ 14 ] [ 15 ]                                                                    |
| Bắc Kạn           | Hà Văn Khoát         | 1955      | Bắc Kạn           | 13/3/2013 - 19/3/2015   | [ 16 ]                                                                           |
| Bắc Kạn           | Nguyễn Văn Du        | 1960      | Bắc Kạn           | 19/3/2015 - 27/10/2020  |                                                                                  |
| Bắc Ninh          | Nguyễn Công Ngọ      | 1954      | Bắc Ninh          | 3/10/2007 - 21/2/2011   | [ 17 ] [ 18 ]                                                                    |
| Bắc Ninh          | Trần Văn Túy         | 1957      | Bắc Ninh          | 21/2/2011 - 22/2/2015   | Ủy viên Trung ương Đảng                                                          |
| Bắc Ninh          | Nguyễn Nhân Chiến    | 1960      | Bắc Ninh          | 22/2/2015 - 25/9/2020   | [ 19 ]                                                                           |
| Bến Tre           | Nguyễn Thành Phong   | 1962      | Bến Tre           | 19/10/2010 - 5/3/2015   |                                                                                  |
| Bến Tre           | Võ Thành Hạo         | 1959      | Bến Tre           | 5/3/2015 - 12/7/2019    |                                                                                  |
| Bình Dương        | Mai Thế Trung        | 1954      | Bình Dương        | 7/2004 - 27/10/2015     |                                                                                  |
| Bình Định         | Nguyễn Văn Thiện     | 1954      | Bình Định         | 27/10/2010 - 15/10/2015 | 5/2017 bị kỉ luật Cảnh cáo                                                       |
| Bình Phước        | Nguyễn Tấn Hưng      | 1955      | Bình Phước        | 2/11/2007 - 22/10/2015  | Ủy viên Trung ương Đảng                                                          |
| Bình Thuận        | Huỳnh Văn Tí         | 1956      | Bình Thuận        | 9/12/2005 - 3/4/2015    | [ 22 ]                                                                           |
| Bình Thuận        | Nguyễn Mạnh Hùng     | 1960      | Hà Tĩnh           | 3/4/2015 - 16/10/2020   | [ 22 ]                                                                           |
| Cà Mau            | Dương Thanh Bình     | 1961      | Cà Mau            | 29/9/2010 - 12/6/2020   |                                                                                  |
| Cao Bằng          | Hà Ngọc Chiến        | 1957      | Cao Bằng          | 21/10/2010 - 24/3/2015  | [ 23 ]                                                                           |
| Cao Bằng          | Nguyễn Hoàng Anh     | 1963      | Hải Phòng         | 24/3/2015 - 26/12/2017  |                                                                                  |
| Đắk Lắk           | Niê Thuật            | 1956      | Đắk Lắk           | 14/12/2005 - 24/9/2015  |                                                                                  |
| Đắk Lắk           | Êban Y Phu           | 1959      | Đắk Lắk           | 24/9/2015 - 1/7/2019    |                                                                                  |
| Đắk Nông          | Trần Quốc Huy        | 1955      | Tây Ninh          | 16/9/2010 - 25/9/2015   | [ 24 ]                                                                           |
| Đồng Nai          | Trần Đình Thành      | 1955      | Bà Rịa – Vũng Tàu | 29/11/2004 - 29/9/2015  |                                                                                  |
| Đồng Tháp         | Lê Vĩnh Tân          | 1958      | Đồng Tháp         | 20/10/2010 - 28/4/2014  |                                                                                  |
| Đồng Tháp         | Lê Minh Hoan         | 1961      | Đồng Tháp         | 28/4/2014 - 19/10/2020  |                                                                                  |
| Điện Biên         | Lò Mai Trinh         | 1957      | Điện Biên         | 16/5/2008 - 15/10/2015  |                                                                                  |
| Gia Lai           | Hà Sơn Nhin          | 1954      | Gia Lai           | 2010 - 15/10/2015       |                                                                                  |
| Hà Giang          | Triệu Tài Vinh       | 1968      | Hà Giang          | 3/10/2010 - 2/7/2019    | Ủy viên dự khuyết Trung ương Đảng                                                |
| Hà Nam            | Trần Xuân Lộc        |           |                   | 15/10/2010 - 20/11/2014 | [ 25 ]                                                                           |
| Hà Nam            | Mai Tiến Dũng        | 1959      | Hà Nam            | 13/11/2014 - 15/4/2016  | Ủy viên Trung ương Đảng                                                          |
| Hà Tĩnh           | Nguyễn Thanh Bình    | 1957      | Hà Tĩnh           | 6/2007 - 9/2/2015       | [ 26 ]                                                                           |
| Hà Tĩnh           | Võ Kim Cự            | 1957      | Hà Tĩnh           | 9/2/2015 - 16/10/2015   | 4/2017 bị kỉ luật Cách chức Ủy viên Ban Thường vụ Tỉnh ủy 2005-2010 và 2010-2015 |
| Hải Dương         | Bùi Thanh Quyến      | 1956      | Hải Dương         | 12/2005 - 10/2015       |                                                                                  |
| Hậu Giang         | Huỳnh Minh Chắc      | 1955      | Sóc Trăng         | 30/9/2010 - 4/10/2015   | [ 28 ]                                                                           |
| Hậu Giang         | Trần Công Chánh      | 1959      | Hậu Giang         | 4/10/2015 - 30/12/2017  | [ 28 ]                                                                           |
| Hòa Bình          | Hoàng Việt Cường     |           | Hòa Bình          | 19/10/2007 - 12/2013    | [ 29 ]                                                                           |
| Hòa Bình          | Bùi Văn Tỉnh         | 1958      | Hòa Bình          | 31/12/2013 - 2/10/2020  | Ủy viên Trung ương Đảng                                                          |
| Hưng Yên          | Nguyễn Văn Cường     | 1953      | Hưng Yên          | 19/3/2010 - 15/3/2013   | [ 30 ] [ 31 ]                                                                    |
| Hưng Yên          | Nguyễn Văn Thông     | 1956      | Hưng Yên          | 15/3/2013 - 21/9/2015   | Ủy viên Trung ương Đảng                                                          |
| Hưng Yên          | Đỗ Tiến Sỹ           | 1965      | Hưng Yên          | 15/10/2015 - nay        | [ 32 ]                                                                           |
| Khánh Hòa         | Lê Thanh Quang       | 1960      | Khánh Hòa         | 30/9/2010 - 19/10/2019  |                                                                                  |
| Kiên Giang        | Bùi Quang Bền        | 1955      | Kiên Giang        | 23/9/2010 - 11/7/2011   | [ 33 ]                                                                           |
| Kiên Giang        | Nguyễn Thanh Sơn     | 1960      | Kiên Giang        | 11/7/2011 - 4/3/2015    | Ủy viên Trung ương Đảng                                                          |
| Kiên Giang        | Trần Minh Thống      | 1958      | Kiên Giang        | 4/3/2015 - 16/10/2015   | [ 34 ]                                                                           |
| Kon Tum           | Hà Ban               | 1957      | Quảng Nam         | 5/10/2010 - 26/2/2015   |                                                                                  |
| Kon Tum           | Nguyễn Văn Hùng      | 1964      | Quảng Nam         | 26/2/2015 - 30/5/2020   |                                                                                  |
| Lai Châu          | Lò Văn Giàng         | 1956      | Điện Biên         | 8/3/2010 - 2/3/2015     |                                                                                  |
| Lai Châu          | Nguyễn Khắc Chử      | 1958      | Thái Bình         | 2/3/2015 - 31/8/2018    | [ 35 ]                                                                           |
| Lạng Sơn          | Phùng Thanh Kiểm     | 1958      | Lạng Sơn          | 30/8/2007 – 29/10/2015  |                                                                                  |
| Lào Cai           | Nguyễn Hữu Vạn       | 1956      | Thái Bình         | 4/3/2010 – 24/5/2013    |                                                                                  |
| Lào Cai           | Nguyễn Văn Vịnh      | 1960      | Yên Bái           | 5/8/2013 – 15/10/2020   |                                                                                  |
| Lâm Đồng          | Huỳnh Phong Tranh    | 1955      | Hậu Giang         | 10/9/2007 - 7/9/2011    | Ủy viên Trung ương Đảng                                                          |
| Lâm Đồng          | Huỳnh Đức Hòa        | 1954      | Lâm Đồng          | 7/9/2011 - 31/7/2014    |                                                                                  |
| Lâm Đồng          | Nguyễn Xuân Tiến     | 1958      | Thừa Thiên Huế    | 20/9/2014 - 12/10/2020  |                                                                                  |
| Long An           | Mai Văn Chính        | 1961      | Long An           | 20/10/2010 - 27/1/2015  | Ủy viên dự khuyết Trung ương Đảng                                                |
| Long An           | Nguyễn Nam Việt      | 1956      | Long An           | 17/3/2015 - 16/10/2015  | [ 36 ]                                                                           |
| Nam Định          | Phạm Hồng Hà         | 1958      | Nam Định          | 24/9/2010 - 14/2/2015   |                                                                                  |
| Nam Định          | Nguyễn Khắc Hưng     | 1955      | Nam Định          | 14/2/2015 - 24/9/2015   |                                                                                  |
| Nghệ An           | Phan Đình Trạc       | 1958      | Nghệ An           | 17/10/2010 - 20/2/2013  |                                                                                  |
| Nghệ An           | Hồ Đức Phớc          | 1963      | Nghệ An           | 12/3/2013 - 16/4/2016   |                                                                                  |
| Ninh Bình         | Đinh Tiến Dũng       | 1961      | Ninh Bình         | 14/10/2010 - 2/8/2011   |                                                                                  |
| Ninh Bình         | Bùi Văn Nam          | 1955      | Ninh Bình         | 6/8/2011 - 5/8/2013     | Ủy viên Trung ương Đảng                                                          |
| Ninh Bình         | Nguyễn Thị Thanh     | 1967      | Ninh Bình         | 5/8/2013 - 24/4/2020    | Ủy viên dự khuyết Trung ương Đảng                                                |
| Ninh Thuận        | Nguyễn Chí Dũng      | 1960      | Hà Tĩnh           | 15/9/2010 - 18/2/2014   |                                                                                  |
| Ninh Thuận        | Nguyễn Đức Thanh     | 1962      | Hà Tĩnh           | 5/2014 - nay            |                                                                                  |
| Phú Thọ           | Nguyễn Doãn Khánh    | 1956      | Phú Thọ           | 28/10/2010 - 3/4/2013   |                                                                                  |
| Phú Thọ           | Hoàng Dân Mạc        | 1958      | Phú Thọ           | 3/4/2013 - 11/12/2018   |                                                                                  |
| Phú Yên           | Đào Tấn Lộc          | 1953      | Phú Yên           | 9/3/2006 - 16/10/2015   | [ 37 ]                                                                           |
| Quảng Bình        | Lương Ngọc Bính      | 1955      | Quảng Bình        | 1/8/2007 - 1/10/2015    |                                                                                  |
| Quảng Nam         | Nguyễn Đức Hải       | 1961      | Quảng Nam         | 28/2/2008 - 27/2/2015   |                                                                                  |
| Quảng Nam         | Lê Phước Thanh       | 1956      | Quảng Nam         | 27/2/2015 - 30/9/2015   | bị cách chức Bí thư năm 2018                                                     |
| Quảng Nam         | Nguyễn Ngọc Quang    | 1958      | Đà Nẵng           | 30/9/2015 - 31/12/2018  |                                                                                  |
| Quảng Ngãi        | Nguyễn Hòa Bình      | 1958      | Quảng Ngãi        | 15/4/2010 - 11/8/2011   |                                                                                  |
| Quảng Ngãi        | Võ Văn Thưởng        | 1970      | Vĩnh Long         | 11/8/2011 - 15/4/2014   | Ủy viên Trung ương Đảng                                                          |
| Quảng Ngãi        | Nguyễn Minh (Quyền)  |           |                   | 17/4/2014 - 18/6/2015   |                                                                                  |
| Quảng Ngãi        | Lê Viết Chữ          | 1963      | Quảng Ngãi        | 18/6/2015 - 8/7/2020    |                                                                                  |
| Quảng Ninh        | Vũ Đức Đam           | 1963      | Hải Dương         | 17/3/2010 - 4/8/2011    | Ủy viên dự khuyết Trung ương Đảng                                                |
| Quảng Ninh        | Phạm Minh Chính      | 1958      | Thanh Hóa         | 4/8/2011 - 9/4/2015     | Ủy viên Trung ương Đảng                                                          |
| Quảng Ninh        | Nguyễn Văn Đọc       | 1959      | Hải Phòng         | 9/4/2015 - 6/9/2019     |                                                                                  |
| Quảng Trị         | Lê Hữu Phúc          | 1954      | Quảng Trị         | 1/4/2009 - 23/9/2015    |                                                                                  |
| Sóc Trăng         | Võ Minh Chiến        | 1956      | Sóc Trăng         | 2006 - 24/3/2015        | Ủy viên Trung ương Đảng                                                          |
| Sóc Trăng         | Lê Thành Quân        |           |                   | 24/3/2015 - 28/10/2015  |                                                                                  |
| Sơn La            | Thào Xuân Sùng       | 1958      | Sơn La            | 10/2002 - 23/6/2012     |                                                                                  |
| Sơn La            | Trương Quang Nghĩa   | 1958      | Quảng Nam         | 23/6/2012 - 10/2/2015   | Ủy viên Trung ương Đảng                                                          |
| Sơn La            | Hoàng Văn Chất       | 1959      | Nam Định          | 10/2/2015 - 31/8/2019   |                                                                                  |
| Tây Ninh          | Nguyễn Văn Nên       | 1957      | Tây Ninh          | 11/9/2010 - 30/7/2011   |                                                                                  |
| Tây Ninh          | Võ Văn Phuông        | 1960      | Tây Ninh          | 30/7/2011 - 31/7/2015   | Ủy viên Trung ương Đảng                                                          |
| Tây Ninh          | Trần Lưu Quang       | 1967      | Tây Ninh          | 31/7/2015 - 27/2/2019   | Ủy viên dự khuyết Trung ương Đảng                                                |
| Thái Bình         | Nguyễn Hạnh Phúc     | 1959      | Thái Bình         | 20/10/2010 - 20/8/2011  |                                                                                  |
| Thái Bình         | Trần Cẩm Tú          | 1961      | Hà Tĩnh           | 20/8/2011 - 14/2/2015   | Ủy viên Trung ương Đảng                                                          |
| Thái Bình         | Phạm Văn Sinh        | 1958      | Thái Bình         | 14/2/2015 - 27/4/2018   |                                                                                  |
| Thái Nguyên       | Phạm Xuân Đương      | 1956      | Nam Định          | 23/10/2010 - 5/2/2013   |                                                                                  |
| Thái Nguyên       | Nguyễn Đình Phách    | 1954      | Hưng Yên          | 4/2/2013 - 28/10/2015   | Ủy viên Trung ương Đảng                                                          |
| Thanh Hóa         | Mai Văn Ninh         | 1957      | Thanh Hóa         | 20/10/2010 - 27/11/2014 |                                                                                  |
| Thanh Hóa         | Trịnh Văn Chiến      | 1960      | Thanh Hóa         | 27/11/2014 - 28/10/2020 |                                                                                  |
| Thừa Thiên Huế    | Nguyễn Ngọc Thiện    | 1959      | Thừa Thiên Huế    | 8/9/2010 - 2/10/2015    |                                                                                  |
| Thừa Thiên Huế    | Lê Trường Lưu        | 1963      | Thừa Thiên Huế    | 2/10/2015 - nay         |                                                                                  |
| Tiền Giang        | Trần Thế Ngọc        | 1955      | Tiền Giang        | 29/9/2010 - 20/10/2015  |                                                                                  |
| Trà Vinh          | Trần Trí Dũng        | 1959      | Trà Vinh          | 4/10/2010 - 16/10/2020  |                                                                                  |
| Tuyên Quang       | Nguyễn Sáng Vang     | 1957      | Tuyên Quang       | 20/7/2009 - 26/2/2015   |                                                                                  |
| Tuyên Quang       | Chẩu Văn Lâm         | 1967      | Tuyên Quang       | 26/2/2015 - nay         |                                                                                  |
| Vĩnh Long         | Đặng Thị Ngọc Thịnh  | 1959      | Quảng Nam         | 20/10/2010 - 24/3/2015  |                                                                                  |
| Vĩnh Long         | Trần Văn Rón         | 1961      | Vĩnh Long         | 24/3/2015 - nay         |                                                                                  |
| Vĩnh Phúc         | Phạm Văn Vọng        | 1957      | Vĩnh Phúc         | 16/5/2010 - 14/2/2015   | 12/2017 bị kỉ luật Cách chức Bí thư                                              |
| Vĩnh Phúc         | Hoàng Thị Thúy Lan   | 1966      | Vĩnh Phúc         | 14/2/2015 - nay         |                                                                                  |
| Yên Bái           | Đào Ngọc Dung        | 1962      | Hà Nam            | 22/10/2010 - 17/8/2011  | Ủy viên Trung ương Đảng                                                          |
| Yên Bái           | Đỗ Văn Chiến         | 1962      | Tuyên Quang       | 17/8/2011 - 26/2/2015   | Ủy viên Trung ương Đảng                                                          |
| Yên Bái           | Phạm Duy Cường       | 1958-2016 | Hà Nội            | 26/2/2015 - 18/8/2016   |                                                                                  |